# Мохамед ал-Хорезми
Мохамед ибн Муса ал-Хорезми (на арабски: محمد بن موسى الخوارزمي, [Мухаммад ибн Муса ал-Хуразми]) е хорезмийски математик, астроном и географ, работил през по-голямата част от живота си в Багдад – столицата на Абасидския халифат.
Роден е през 780 или 785 година в Хорезъм, умира около 840 година. Получава прозвището Ал-Хорезми (тоест Хорезмийски) по името на родния си град. Често е наричан „баща на алгебрата“. От името му произлиза широко използваното днес понятие алгоритъм.
Ал-Хорезми живее през периода на управление на халифа Ал-Мамун от династията на Абасидите, който му поверява управлението на Дома на мъдростта в Багдад. Той също го изпраща на научна експедиция в днешен Афганистан. Смята се, че Ал-Хорезми поставя основите на алгебрата и запознава света с индийските цифри, известни днес като арабски. Неговата книга „Алгебрата и уравненията“ е първата от този вид. Ръкописът на тази книга се намира в Оксфорд. След превеждането на книгата на латински език тя става основа за развитието на алгебрата в Европа.

## Биография
Сведенията за живота на Мохамед ал-Хорезми за оскъдни и често идват от източници, написани дълго след смъртта му. Периодът, в който работи, показва, че вероятно е роден около 780 година. Както сочи неговото прозвище, а и според писалия през X век Ибн ал-Надим, той е роден в Хорезъм, ираноезична област в Централна Азия, която в началото на VIII век става зависима от Арабския халифат, но местните владетели запазват значителна самостоятелност. Макар Ал-Хорезми често да е наричан персиец, персийският език навлиза в Хорезъм няколко века по-късно.
Живелият през втората половина на IX век историк Мохамед ибн Джарир ал-Табари нарича Ал-Хорезми Мохамед ибн Муса ал-Хорезми ал-Маджуси ал-Катрабули (محمد بن موسى الخوارزميّ المجوسـيّ القطربّـليّ). Прозвището Ал-Катрабули вероятно показва връзка с Катрабул, лозарска местност близо до Багдад. Прозвището Ал-Маджуси сочи, че предците на Ал-Хорезми или самият той е зороастриец. В предговора на своята „Алгебра“ Ал-Хорезми се описва като мюсюлманин, така че, ако е бил зороастриец, той приема исляма в сравнително ранна възраст. Някои автори оспорват значението на тези две прозвища, смятайки, че те се отнасят за друг човек, като в преписите на оригинала е пропуснат съюза „и“.
Мохамед ал-Хорезми пише своите трудове в Багдад, който при управлението на Абасидите се превръща в най-важния стопански и културен център на Ислямския свят. Не е известно точно кога Ал-Хорезми се установява в Багдад, но основните си книги той пише между 813 и 833 година, докато работи в създадения от халифа Ал-Мамун книжовен център Байт ал-Хикма. Там той има достъп до по-стари съчинения в областта на природните науки и математиката, включително правени на място преводи от гръцки и санскритски първоизточници.

## Приноси
Приносите на Ал-Хорезми в математиката, географията, астрономията и картографията, стават основа за революция в алгебрата и тригонометрията. Неговият систематичен подход към решаването на линейни и квадратни уравнения поставят началото на алгебрата, като самото ѝ име произлиза от заглавието на неговата книга от 830 година „Кратка книга за смятането с приведение и двустранно отнемане“ (الكتاب المختصر في حساب الجبر والمقابلة, ал-китаб ал-мухтасар фи хисаб ал-джабр уал-мукабала).
Трактатът За смятането с индийски цифри“, написан около 825 година, дава начало на разпространението на арабски цифри в Близкия изток, а с превеждането му на латински като „Algoritmi de numero Indorum“ – и в Европа. Латинизираната форма на името Ал-Хорезми, Алгоритми, дава начало на думата „алгоритъм“.
Ал-Хорезми систематизира и коригира географските сведения на Клавдий Птолемей за Африка и Близкия изток. В една от основните си книги, озаглавена „Книга за образа на Земята“ („Китаб сурат ал-ард“), той представя координатите на много места, базирани на данните на Птолемей, но с подобрени стойности за много области от Средиземноморието, Азия и Африка.
Ал-Хорезми пише и за различни устройства, като астролабията и слънчевите часовници. Той взима участие в голям проект, иницииран от халифа Ал-Мамун, в рамките на който 70 географи се опитват да определят обиколката на Земята и да съставят карта на света.

### Алгебра
В книгата си „Китаб ал-джабр уал-мукабала“ (Книга за смятането с приведение и двустранно отнемане) ал-Хорезми показва нови начини за решаване на математически задачи с помощта на правила и теореми, като това е първата книга в света, посветена изцяло на алгебрата. Книгата е написана през 830 година и е преведена на латински през 1145 година. Преводът на английски език е от ориенталиста Фредерик Розен, публикуван под името „The Algebre Muhammed Bin Musa“ през 1831 година в Лондон. В труда са описани методи за решаване на много практически задачи. В първата глава са обяснени начините на решаване на шест различни уравнения от първа и втора степен:
| x2 = a x2 = bx | ax = b x2 + ax = b | x2 + b = ax x2 = ax + b |

Във втората глава Хорезми предоставя решения за умножение на биномни формули от вида (a ± x) и (b ± x). В третия раздел са обяснени по два метода за решаване на непълни квадратни уравнения. Единият е геометричен и днес е известен като „графичен метод за решаване на квадратни уравнения“. Това решение е първият опит за свързване на алгебрата с геометрията. В следващия раздел Хорезми показва как се намират произведенията на уравнения с едно неизвестно и как се разлага на множители. Обяснени са формулите от вида на (x + a)(x + b), (x + a)(x – b) и други. В книгата Хорезми описва и действия като:
{\displaystyle a.{\sqrt {b}}={\sqrt {a^{2}.b}}}
{\displaystyle {\sqrt {a}}.{\sqrt {b}}={\sqrt {a.b}}}
В петия раздел на книгата са описани някои задачи, които не могат да се решат чрез алгебрични действия, например:
- разделете числото 10 така, че сборът на квадратите на двете резултатни числа да е 58;
- разделете числото 10 така, че разликата на квадратите на двете резултатни числа да е 40;

В книгата има и допълнителна глава, в която е обяснено как се решават някои актуални по онова време задачи относно строеж на канали и сгради, алгебрични решения в счетоводството, формули за държавно счетоводство, формули за нуждите на наследственото право според Корана и други.

### Аритметика
Написаният през IX век трактат по аритметика от Мохамед ал-Хорезми съдържа използване на десетичната бройна система и методи за събиране, изваждане, умножение, деление и извличане на квадратен корен.